# Iran na Mistrzostwach Świata w Lekkoatletyce 2013
Iran na Mistrzostwach Świata w Lekkoatletyce 2013 – reprezentacja Iranu podczas czempionatu w Moskwie liczyła 6 zawodników.

## Występy reprezentantów Iranu

### Mężczyźni

#### Konkurencje biegowe
| Konkurencja   | Zawodnik         | Runda 1  | Runda 1 | Półfinał | Półfinał | Finał    | Finał   |
| Konkurencja   | Zawodnik         | Rezultat | Pozycja | Rezultat | Pozycja  | Rezultat | Pozycja |
| ------------- | ---------------- | -------- | ------- | -------- | -------- | -------- | ------- |
| Bieg na 100 m | Reza Ghasemi     | 10,57    | 48.     | NQ       | NQ       | NQ       | NQ      |
| Bieg na 100 m | Hassan Taftian   | 10,46    | 41.     | NQ       | NQ       | NQ       | NQ      |
| Chód na 20 km | Ebrahim Rahimian | —        | —       | —        | —        | 1:35:46  | 52.     |

#### Konkurencje techniczne
| Konkurencja  | Zawodnik       | Eliminacje | Eliminacje | Finał    | Finał   |
| Konkurencja  | Zawodnik       | Rezultat   | Pozycja    | Rezultat | Pozycja |
| ------------ | -------------- | ---------- | ---------- | -------- | ------- |
| Rzut dyskiem | Ehsan Hadadi   | DNS        | DNS        | NQ       | NQ      |
| Rzut dyskiem | Mahmoud Samimi | 57,77      | 27.        | NQ       | NQ      |

### Kobiety
| Konkurencja    | Zawodnik     | Eliminacje | Eliminacje | Finał    | Finał   |
| Konkurencja    | Zawodnik     | Rezultat   | Pozycja    | Rezultat | Pozycja |
| -------------- | ------------ | ---------- | ---------- | -------- | ------- |
| Pchnięcie kulą | Leyla Rajabi | DNS        | DNS        | NQ       | NQ      |